# Готфрид Хайнрих цу Папенхайм
Готфрид Хайнрих цу Папенхайм (на немски: Gottfried Heinrich zu Pappenheim; * 29 май 1594, Тройхтлинген, Бавария; † 17 ноември 1632, Лайпциг) е граф на Папенхайм, генерал и фелдмаршал на Свещената Римска империя, главнокомандващ на войската на Католическата лига в Тридесетгодишната война.

## Биография
Той е син на Файт (Витус) цу Папенхайм (16 юни 1535 – 18 юни 1607), имперски наследствен маршал фон Папенхайм, господар на Тройхтлинген, и втората му съпруга Мария Салома фон Прайзинг († 1657).
Готфрид Хайнрих получава добро образование. От 1607 г. следва в Тюбингския университет и от 1610 г. философия в академията в Алтдорф при Нюрнберг.
През 1616 г. той става католик и император Матиас го прави през 1617 г. имперски дворцов съветник. От 1619 г. Готфрид Хайнрих започва военна кариера. Той поема главното командване на лявото крило на войската на Валенщайн, главният командир на войската на император Фердинанд II, и прогонва шведите. Готфрид Хайнрих е тежко ранен в битката при Лютцен (16 ноември 1632). Неговият слуга Якоб Ехингер го закарва в Лайпциг, където умира в ранните часове на 17 ноември 1632 г. По заповед на Валерщайн той е погребан в манастир Страхов в Прага.
Фридрих Шилер пише за него в драмата си Смъртта на Валенщайн (1799).

## Фамилия
Първи брак: с чешката баронеса Анна-Людмила Коловрат-Новоградска (Anna Ludomila Kolovrat-Novohradska) (* 1601; † 1627). Те имат две деца:
- Волфганг Адам граф фон Папенхайм (11 ноември 1618 – 30 юни 1647), женен за Барбара Катарина фон Траутмансдорф
- Урсула Катарина фон Папенхайм, омъжена за Франц Вилхелм фон Теленберг

Втори брак: на 24 юни 1629 г. в Тройхтлинген с графиня Анна Елизабет фон Йотинген-Йотинген (* 3 ноември 1603; † 3 юни 1673), дъщеря на граф Лудвиг Еберхард фон Йотинген-Йотинген (1577 – 1634) и съпругата му графиня Маргарета фон Ербах (1576 – 1635). Бракът е бездетен.

## Галерия
- Статуя на Готфрид Хайнрих фон Папенхайм в Тройхтлинген
- Статуя във военноисторическия музей Виена
- Замък Папенхайм